# 項元汴
項元汴（1525年—1590年），字子京，号墨林、香崖居士、退密齋主人，浙江嘉兴人，明朝书画收藏家、鉴赏家。

## 生平
身材矮小，貌不驚人。家资富饶，富甲江南。精於鉴赏，喜好收集金石遗文、绘畫名迹。項元汴之收藏，涵蓋三國晉唐宋元代諸名家。他建天籟閣做為藏物處所，並經常舉辦鑑賞盛會，廣邀名士與會。项元汴還習慣在名迹上钤盖多方收藏印及标写价格。例如，他在褚遂良本的《蘭亭序》上蓋了98枚章，在懷素的《自敘帖》上蓋了70多方章。項氏又工书法、山水画，书学赵孟頫，画学黄公望、倪瓒。作品《竹菊图》被录入《石渠宝笈》。萬曆十八年（1590年）卒。其收藏於清初被劫掠殆盡。

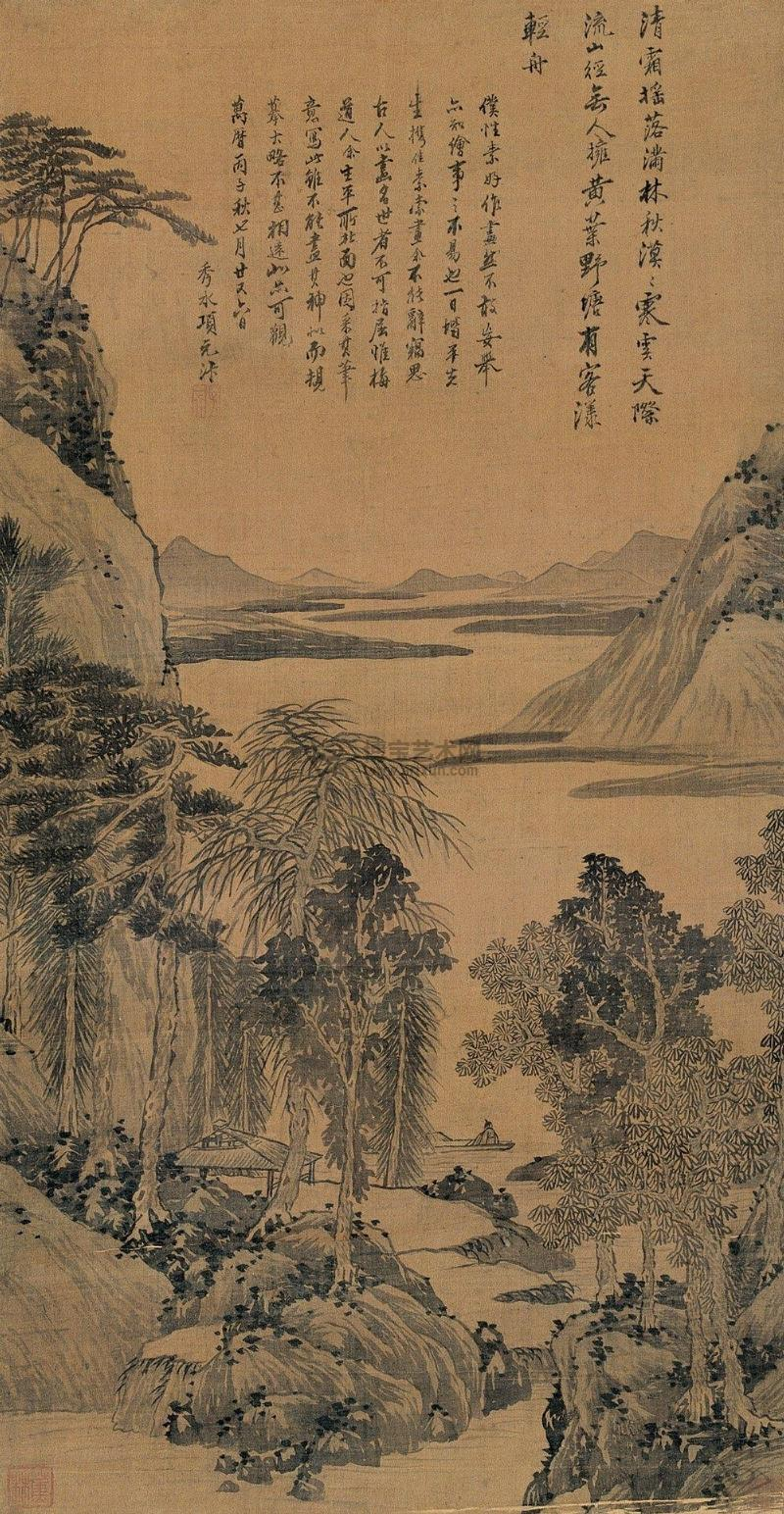
項元汴繪《秋塘野艇圖》

## 家族
有子六人，长子项德纯，即项穆，著有《书法雅言》《贞玄子诗草》；次子项德成，授文华殿中书；三子项德新，画家；四子项德明；五子项德弘；六子项德达，德达有子項聖謨。

## 作品
- 《善才頂禮》軸，藏於台灣台北國立故宮博物院
- 《倣蘇軾壽星竹圖》，藏於台灣台北國立故宮博物院
- 《梓竹圖》，藏於台灣台北國立故宮博物院
- 《蘭竹圖》，藏於台灣台北國立故宮博物院
- 《柏子圖》，藏於北京故宮博物院